# Jakobikirche (Freiberg)

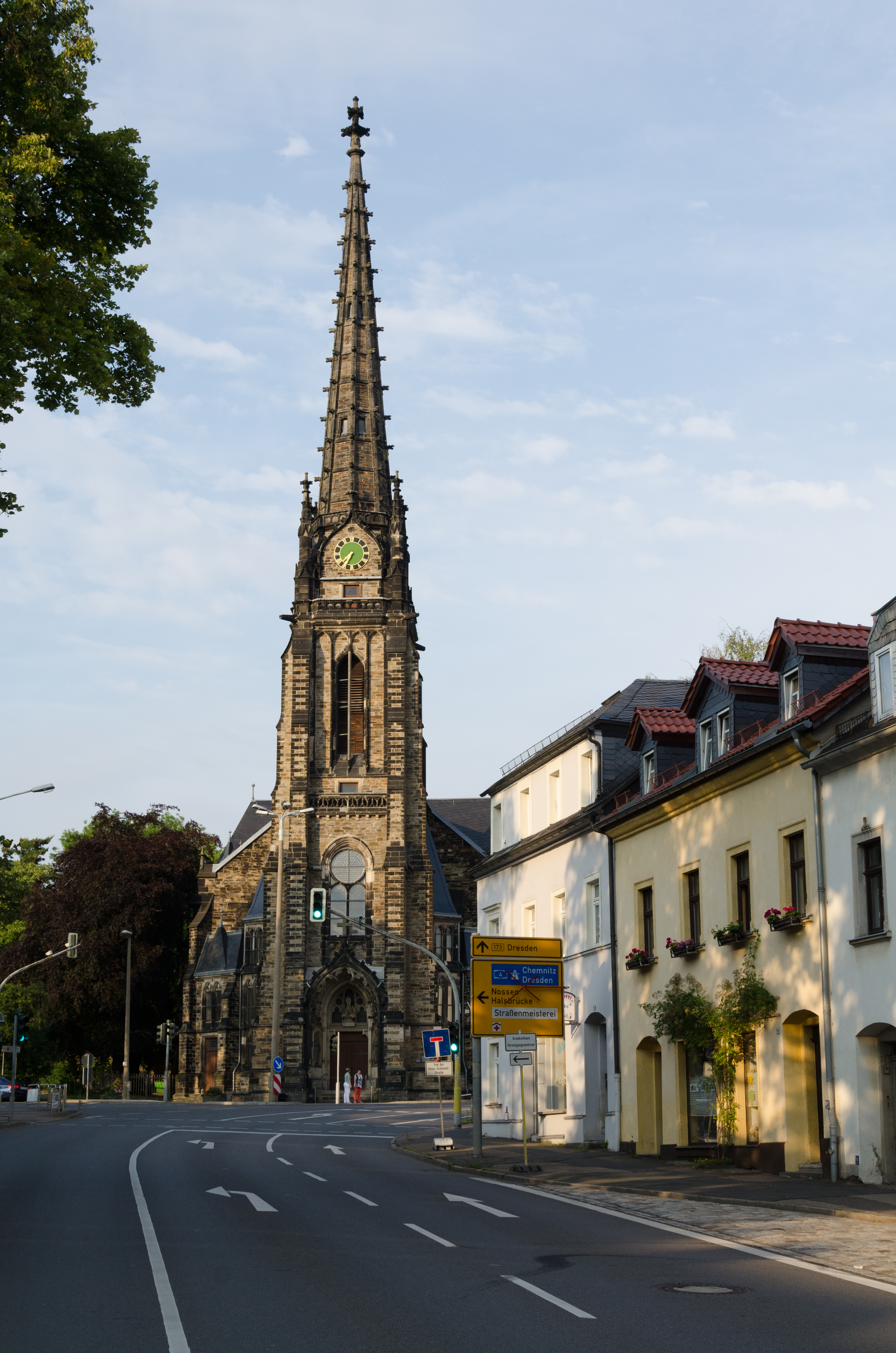
Jakobikirche (Freiberg)

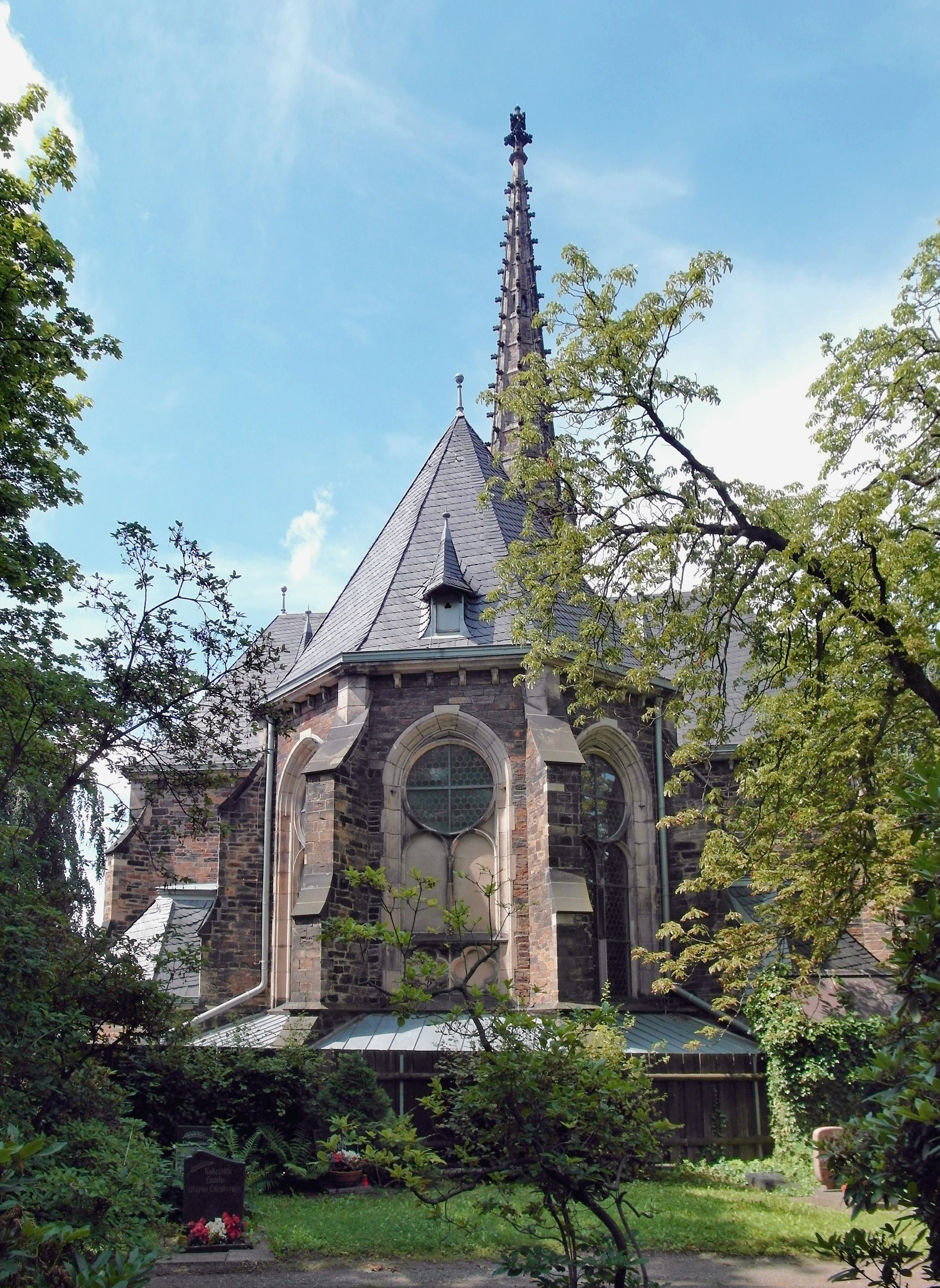
Ansicht von Osten

Die evangelische Jakobikirche ist eine neugotische Kirche in Freiberg in Sachsen. Sie gehört zur Kirchengemeinde Jakobi-Christophorus im Kirchenbezirk Freiberg der Evangelisch-Lutherischen Landeskirche Sachsens und enthält mit Altar, Taufstein und der Orgel von Gottfried Silbermann künstlerisch bedeutende Ausstattungsstücke aus älterer Zeit.

## Geschichte und Architektur

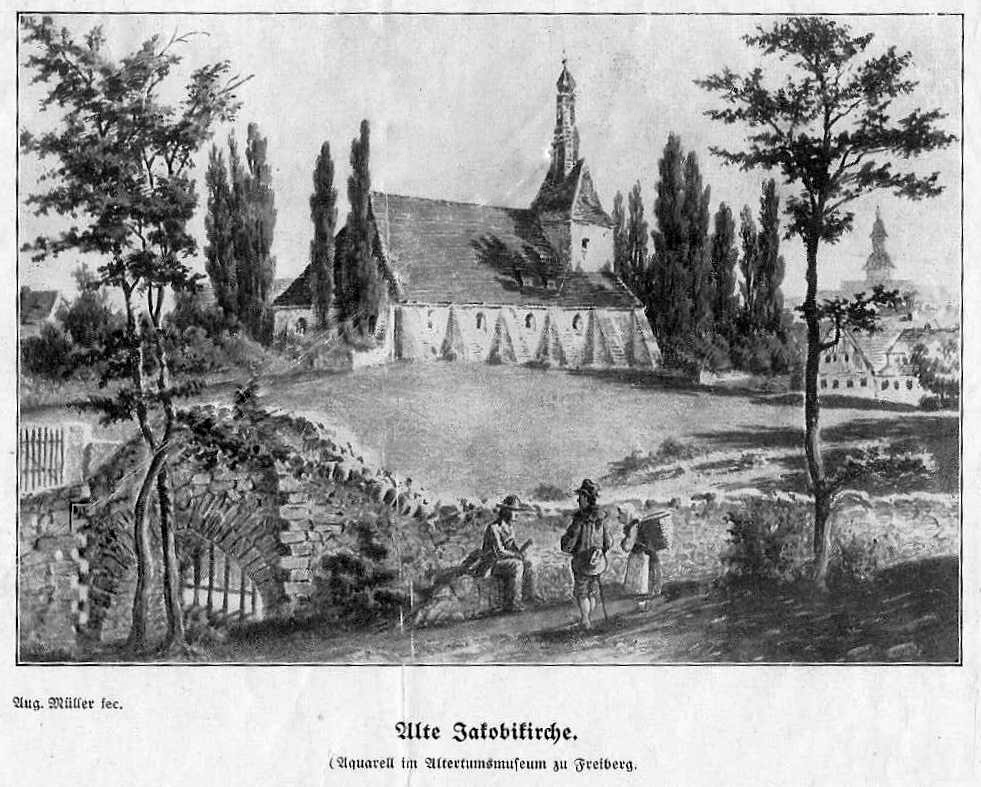
Die alte Jakobikirche

Um 1160 wurde die Jakobikirche als Pfarrkirche von Christiansdorf, der ältesten Siedlung im Bereich von Freiberg errichtet. 1887 war sie baufällig. Da die Stadt Freiberg den ursprünglichen Standort Ecke Talstraße/Pfarrgasse für eine Schule nutzen wollte, wurde die mittelalterliche Kirche abgerissen und für den Neubau der heutige Platz etwas außerhalb der Altstadt gewählt. Er wurde nach Plänen von Theodor Quentin in den Jahren 1890 bis 1892 als dreischiffige Hallenkirche errichtet. Die Kirche ist ein unverputzter Bruchsteinbau mit Gliederungen aus Werkstein über einem kreuzförmigen Grundriss mit Chorpolygon. Der 57 m hohe, steil proportionierte Turm trägt einen gemauerten spitzen Helm mit Krabben und abschließender Kreuzblume.
Das Portal mit Kielbogen und Maßwerkfries ist mit Skulpturen von Peter Pöppelmann gestaltet, die im Gewände Maria und Martha auf der linken sowie Paulus und Jakobus auf der rechten Seite zeigen; über dem Portal ist der Pelikan als Symbol für die aufopfernde Liebe dargestellt.
Im Innern ist die weiträumige Hallenkirche ähnlich wie bei der Johanneskirche in Meißen-Cölln von den schlanken Formen der Gotik bestimmt. Kreuzrippengewölbe, die von stämmigen Pfeilern mit Vorlagen und Kapitellen mit Pflanzenschmuck getragen werden, schließen das Mittelschiff nach oben ab. Die Rippen der schmalen Seitenschiffe und des Querschiffs werden von Konsolen gestützt. Alle Bögen und Rippen sind in Backstein gemauert. Der Raum wird von schlichten Emporen an drei Seiten und in den Querschiffarmen bestimmt.

## Ausstattung
Bemerkenswert als eine frühe Leistung der Denkmalpflege ist die Übernahme älterer Ausstattungsstücke aus dem Vorgängerbau. Dieser war die älteste Kirche von Freiberg gewesen. 
Der Altar zählt zu den bedeutendsten Werken des Manierismus in Sachsen und wurde von Bernhard Diterichs und Sebastian Grösgen im Jahr 1610 geschaffen. Der dreigeschossige Aufbau aus Holz zeigt in der Predella das Abendmahl, im Mittelteil zwischen Doppelsäulen die fast vollplastische Darstellung der Kreuzigung Christi mit den Schächern vor einer Reliefdarstellung von Jerusalem. An den seitlichen Wangen sind die Figuren der Evangelisten Markus und Matthäus angebracht. Im Aufsatz ist zwischen Lukas und Johannes die Grablegung Christi gezeigt. Den Abschluss des Altars bildet ein gesprengter Giebel mit der Figur des Salvator mundi. Das feingearbeitete Altarkruzifix aus Elfenbein aus den Jahren um 1710 wird Balthasar Permoser zugeschrieben.
Die Sandsteinkanzel ist ein Werk von Andreas Lorentz aus dem Jahr 1564. Sie ruht stützenlos auf einer Konsole, deren Ringe mit Blatt- und Fruchtornamenten verziert sind. Am Korb finden sich neben einem Kruzifix ausdrucksvolle Darstellungen von Mose, der die Gesetzestafeln empfängt, und von Christus mit den Jüngern.
Die „vorzügliche Sandsteintaufe“ mit wohlgeformten Renaissanceornamenten wurde von Hans Walther II im Jahr 1555 geschaffen. Sie zeigt ein ähnliches Bildprogramm wie der Taufstein in der Pirnaer Marienkirche. Am Fuß sind sitzende Kinder in Taufkleidchen und an der Kuppa Reliefdarstellungen mit dem Zug des Volks Israel durch das Rote Meer und Mose, der Wasser aus dem Felsen schlägt, dargestellt. Das sächsische und das dänische Wappen sind auf das herzogliche Stifterehepaar August von Sachsen und Anna von Dänemark bezogen.

## Orgel

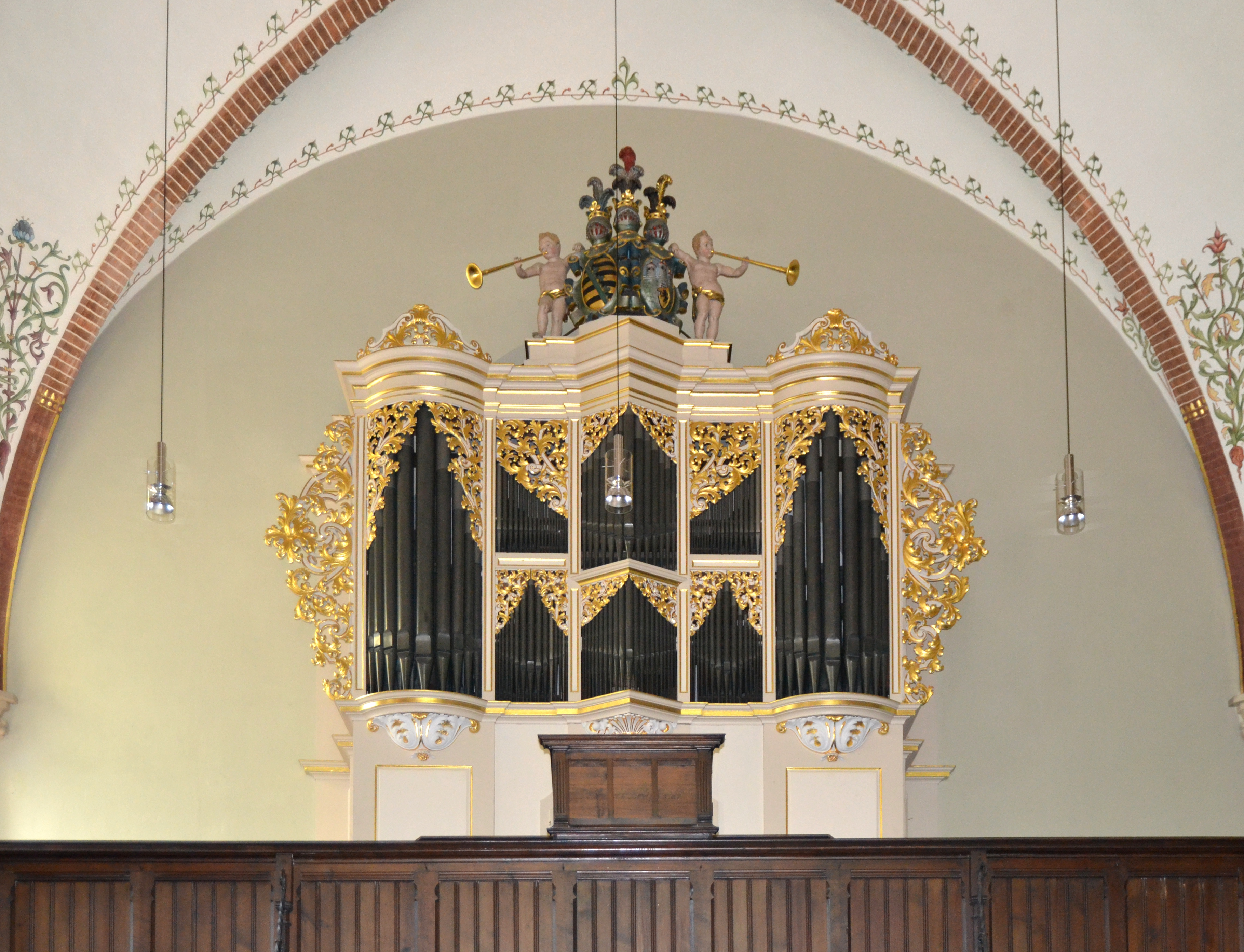
Silbermannorgel

Besonders kostbar ist die Orgel von Gottfried Silbermann aus dem Jahr 1716/1717. Den Prospekt entwarf der Freiberger Domorganist Elias Lindner. Sie wurde 1892 in die neuerbaute Jakobikirche umgesetzt, wobei eine Erweiterung und Umarbeitungen durch Friedrich Ladegast erfolgten. Durch Umstellen der Pfeifen im Inneren, Ergänzung von Basspfeifen und Anlängen der Prospektpfeifen stellte er einen tieferen Stimmton her, ergänzte in allen Klaviaturen das tiefe Cis und legte eine gleichstufige Stimmung. Sechs neue Register wurden auf pneumatischen Zusatzladen aufgestellt. Im Jahr 1905 tauschte Jehmlich Orgelbau ein Register aus. 1954/1955 entfernte Jehmlich die Zusatzregister von 1892, ergänzte zwei Pedalregister mit einem Pfeifenbestand von 1892 und baute die gemischten Stimmen im Hauptwerk neu. Eine Restaurierung und Teilrekonstruktion führte 1995 die Orgelwerkstatt Wegscheider durch. Zuletzt wurde das Werk mit 20 Registern auf zwei Manualen und Pedal 2017 von Orgelbau Ekkehard Groß restauriert. Die Disposition lautet wie folgt:
| I Hauptwerk CD–c3 |       |
| Principal         | 8′    |
| Rohrflöte         | 8′    |
| Quintadena        | 8′    |
| Octava            | 4′    |
| Spitzflöte        | 4′    |
| Quinta            | 3′    |
| Super-Octava      | 2′    |
| Mixtur III        | 1 ⁄3′ |
| Cymbeln II        | 1′    |

| II Oberwerk CD–c3 |        |
| Gedackt           | 8′     |
| Principal         | 4′     |
| Rohrflöte         | 4′     |
| Nassat            | 3′     |
| Octava            | 2′     |
| Terzia            | 1 3⁄5′ |
| Sifflet           | 1′     |
| Cymbeln II        | 2⁄3′   |

| Pedal CD–c1   |     |
| Subbass       | 16′ |
| Posaunenbass  | 16′ |
| Trompetenbass | 8′  |

- Koppeln: II/I, I/P
- Tremulant